# Julius Tahija
Julius Tahija (ur. 13 lipca 1916 w Surabai, zm. 30 lipca 2002) – indonezyjski polityk, przedsiębiorca i filantrop, żołnierz armii holenderskiej odznaczony najwyższym holenderskim odznaczeniem wojskowym – Militaire Willems-Orde.

## Życiorys
W czasie II wojny światowej brał udział między innymi w operacji Plover za co w późniejszym czasie jako jeden z trzech Indonezyjczyków został odznaczony najwyższym holenderskim odznaczeniem wojskowym. W późniejszym czasie związany był także z australijskim oddziałem sił specjalnych znanym jako Z Special Unit.
Po wojnie służył jako minister w rządzie indonezyjskim po uzyskaniu niepodległości przez to państwo. W 1951 porzucił politykę i rozpoczął w pracę w amerykańskim koncernie naftowym PT Caltex Pacific Indonesia. W latach 1966–1933 sprawował funkcję dyrektora zarządu tej spółki.
Był żonaty, miał dwóch synów.